# Orthotrichia udawarama
Orthotrichia udawarama is een schietmot uit de familie Hydroptilidae. De soort komt voor in het Oriëntaals gebied.